# Lestidiops sphyraenopsis
Lestidiops sphyraenopsis är en fiskart som beskrevs av Hubbs, 1916. Lestidiops sphyraenopsis ingår i släktet Lestidiops och familjen laxtobisfiskar. Inga underarter finns listade i Catalogue of Life.